# Hans-Hubertus Mack

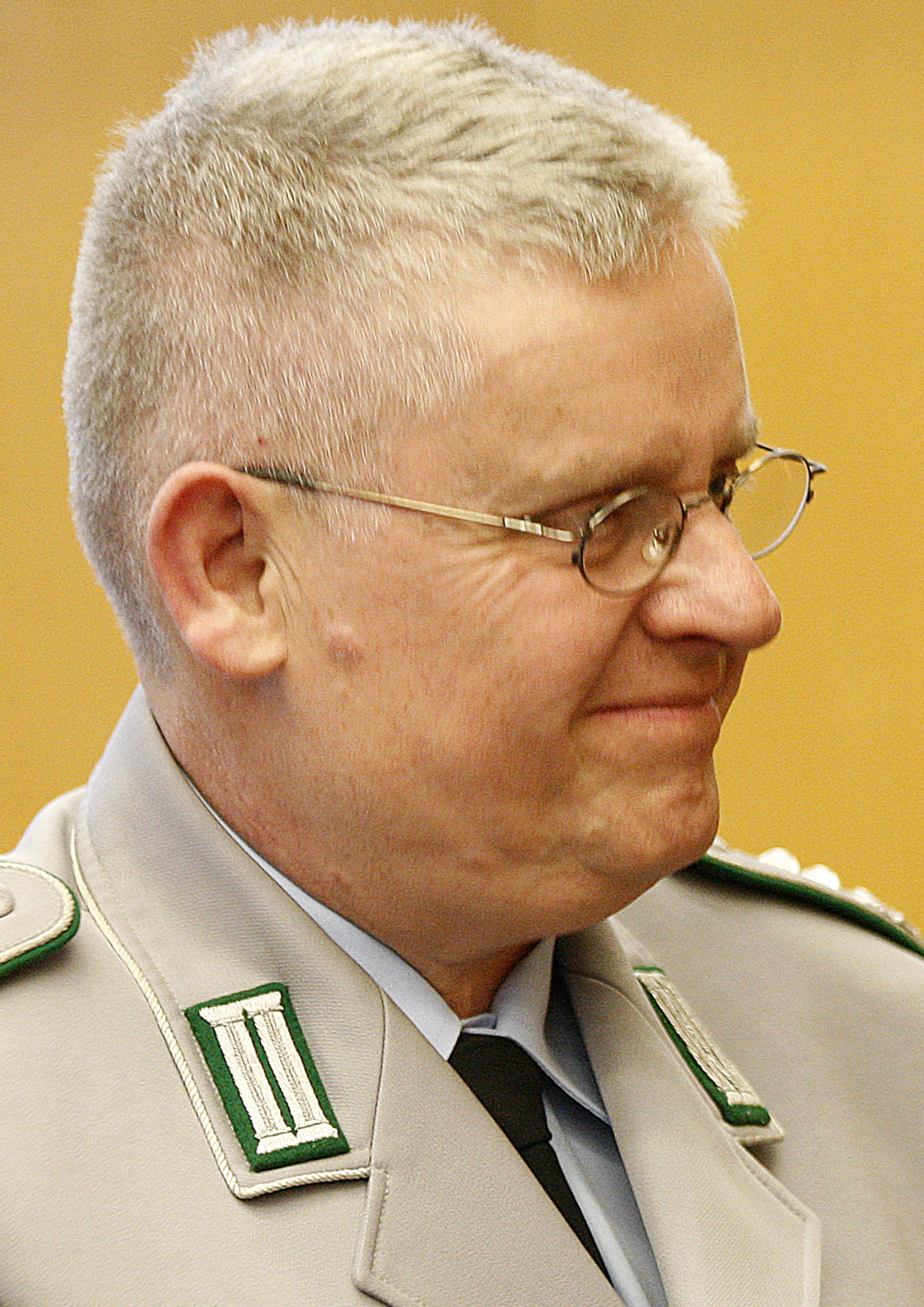
Oberst Hans-Hubertus Mack (2012)

Hans-Hubertus Mack (* 31. Dezember 1954 in Friedrichshafen) ist ein deutscher Offizier des Heeres (Oberst a. D.) und Erziehungswissenschaftler.
Er war ab 2010 Amtschef des Militärgeschichtlichen Forschungsamtes und vereinigte dieses in einer grundlegenden Strukturreform 2013 mit dem Sozialwissenschaftlichen Institut der Bundeswehr zum Zentrum für Militärgeschichte und Sozialwissenschaften der Bundeswehr, als dessen erster Kommandeur er bis zum Eintritt in den Ruhestand 2017 amtierte.

## Leben
Mack trat 1974 als Offizieranwärter des Heeres in die Bundeswehr ein. Er wurde sodann zum Truppenoffizier bei der Infanterie ausgebildet und studierte von 1976 bis 1980 Erziehungswissenschaften an der Universität der Bundeswehr in Neubiberg. 1991 wurde er bei Friedemann Maurer an der Universität Augsburg mit der Dissertation Humanistische Geisteshaltung und Bildungsbemühungen. Am Beispiel von Heinrich Loriti Glarean (1488–1563) zum Dr. phil. promoviert.
Ab 1980 war er als Zugführer und Kompaniechef von Panzergrenadiereinheiten und später Bataillonskommandeur des Jägerbataillons 101 in Pfullendorf, als Wehrgeschichtslehrer und später Hörsaalleiter und Taktiklehrer an der Offizierschule des Heeres in Hannover, als Referent für Militärgeschichte und Tradition im Führungsstab der Streitkräfte (Fü S) im Bundesministerium der Verteidigung und als Dozent für Sicherheitspolitik am George C. Marshall Europäisches Zentrum für Sicherheitsstudien in Garmisch-Partenkirchen tätig.
Im Jahr 2003 wurde er in das Militärgeschichtliche Forschungsamt (MGFA) in Potsdam versetzt, wo er zunächst für den Bereich historische Bildung zuständig war, von 2004 bis 2010 die Leitung der Abteilung „Ausbildung, Information, Fachstudien“ (AIF) und die Position des stellvertretenden Amtschefs übernahm und von 2010 bis 2012 selbst als Amtschef fungierte. Ab 2013 war er Kommandeur der Nachfolgeeinrichtung, des Zentrums für Militärgeschichte und Sozialwissenschaften der Bundeswehr (ZMSBw). Am 29. September 2017 wurde er mit einem feierlichen Übergabeappell von seinen Aufgaben als Kommandeur des ZMSBws entbunden und mit Ablauf des 30. Septembers in den Ruhestand versetzt. Sein Nachfolger als Kommandeur ZMSBw wurde Kapitän zur See Jörg Hillmann.
Als Amtschef wurde er gleichzeitig Präsident der deutschen Sektion der Internationalen Kommission für Militärgeschichte (CIHM). Er war zudem ab 2010 Mitherausgeber der geschichtswissenschaftlichen Zeitschrift Militärgeschichtliche Zeitschrift (MGZ) des MGFA/ZMSBw. Mack veröffentlichte u. a. in den Gneisenaublättern und in der Zeitschrift für Innere Führung. Er war darüber hinaus Mitglied des Prüfungsausschusses des Master-Studienganges Military Studies am Historischen Institut der Universität Potsdam.
Mack ist verheiratet und Vater von fünf Kindern.

## Schriften (Auswahl)
- Humanistische Geisteshaltung und Bildungsbemühungen. Am Beispiel von Heinrich Loriti Glarean (1488–1563). Klinkhardt, Bad Heilbrunn 1992, ISBN 3-7815-0708-4.
- Hrsg. mit Klaus-Jürgen Bremm, Martin Rink: Entschieden für Frieden. 50 Jahre Bundeswehr. 1955 bis 2005. Rombach, Freiburg im Breisgau 2005, ISBN 3-7930-9438-3.
- Hrsg.: Die NVA und die Ungarische Volksarmee im Warschauer Pakt (= Potsdamer Schriften zur Militärgeschichte, Band 15). MGFA, Potsdam 2011, ISBN 978-3-941571-15-0.
- Hrsg. mit Christian Ortner: Die Mittelmächte und der Erste Weltkrieg. Symposium 16. bis 18. Juni 2014. Acta. Verlag Militaria, Wien 2016, ISBN 978-3-902526-77-9.
- Hrsg. mit Jörg Echternkamp: Geschichte ohne Grenzen? Europäische Dimensionen der Militärgeschichte vom 19. Jahrhundert bis heute. Im Auftrag des Zentrums für Militärgeschichte und Sozialwissenschaften der Bundeswehr, De Gruyter Oldenbourg, Berlin 2017, ISBN 978-3-11-041118-8.